# Årene går (De største af de første)
Årene går (De største af de første) er det første opsamlingsalbum fra den danske sanger og sangskriver Thomas Helmig, der blev udgivet den 29. oktober 1997. Det indeholder dansksprogede sange udgivet på albummene Thomas, 2, Kære maskine, Vejen væk og  Løvens hjerte i perioden 1985 til 1990 i remasterede udgaver. Albummet indeholder også de to nye sange, førstesinglen "Jeg tager imod" og "Måske denne gang", sidstnævnte der senere blev indspillet på engelsk på 1999-albummet Dream. Årene går (De største af de første) har solgt over 150.000 eksemplarer.

## Spor
Alt tekst og musik er skrevet af Thomas Helmig, undtagen hvor noteret.
| #   | Titel                                                     | Tekst                                         | Musik                  | Producer(e)         | Længde |
| --- | --------------------------------------------------------- | --------------------------------------------- | ---------------------- | ------------------- | ------ |
| 1.  | "Nu hvor du har brændt mig af" (fra Vejen væk)            |                                               |                        | Thomas Helmig       | 4:40   |
| 2.  | "Dagen efter dagen derpå" (fra Vejen væk)                 |                                               |                        | Helmig              | 3:41   |
| 3.  | "Giv mig din mund" (fra Løvens hjerte)                    |                                               |                        | Helmig              | 4:48   |
| 4.  | "Jeg tager imod"                                          |                                               |                        | Helmig              | 4:09   |
| 5.  | "Dybt inde i mit hjerte" (fra Kære maskine)               |                                               |                        | Helmig              | 4:03   |
| 6.  | "Sirenesangen" (fra Vejen væk)                            | Tommy Georg Larsen, Mogens Mogensen, Gasolin' | Larsen, Gasolin'       | Helmig              | 4:28   |
| 7.  | "Midnat i Europa" (fra 2)                                 |                                               |                        | Kim Sagild, Helmig  | 4:40   |
| 8.  | "Det er mig der står herude og banker på" (fra Vejen væk) |                                               |                        | Helmig              | 3:29   |
| 9.  | "Smelte et isbjerg" (fra 2)                               |                                               |                        | Sagild, Helmig      | 4:13   |
| 10. | "Fed lykke" (fra Thomas)                                  | Flemming Quist Møller                         | Møller, Helmig, Sagild | Sagild              | 4:10   |
| 11. | "Lille pige" (fra Kære maskine)                           | Helmig                                        | Palle Torp             | Helmig              | 3:23   |
| 12. | "Bimbo i himlen" (fra Løvens hjerte)                      | Helmig                                        | Aske Jacoby            | Helmig              | 4:11   |
| 13. | "Modvind" (fra Løvens hjerte)                             |                                               |                        | Helmig              | 3:21   |
| 14. | "Kærlighed gør ondt" (fra Vejen væk)                      |                                               |                        | Jai Winding, Helmig | 3:56   |
| 15. | "Ulykkelige hjerter" (fra Kære maskine)                   |                                               |                        | Helmig              | 4:18   |
| 16. | "Kære maskine" (fra Kære maskine)                         |                                               |                        | Helmig              | 3:44   |
| 17. | "Årene går (Rita)" (fra Vejen væk)                        |                                               |                        | Helmig              | 3:45   |
| 18. | "Måske denne gang"                                        |                                               |                        | Helmig              | 4:18   |

## Hitlisteplacering
| Hitliste (1997) | Højeste placering |
| --------------- | ----------------- |
| Danmark         | 1                 |